# Magie Nouvelle
La Magie Nouvelle est un mouvement de l'illusionnisme qui se définit comme « un art dont le langage est le détournement du réel dans le réel »,.

## Terminologie
L'utilisation du terme "Magie" s'explique du fait que la Magie Nouvelle se veut une réponse à la Magie Moderne. Là où cette dernière est définie en reprenant les termes de Jean-Eugène Robert-Houdin comme un art dont « le magicien est un acteur qui joue le rôle de magicien », la Magie Nouvelle est définie comme « un art dont le langage est le détournement du réel dans le réel »,.
Le terme "Nouvelle" a été choisi afin de faire le parallèle avec le nouveau cirque impliquant ainsi de reconsidérer les possibilités narratives de l'illusionnisme. Là où en illusionnisme classique, le texte est au service de l'effet, en Magie Nouvelle l'effet est le texte. C'est-à-dire qu'en Magie Nouvelle, l'effet (ou l'illusion) lui-même exprime quelque chose sans nécessiter l'accompagnement d'un magicien.

## Histoire
En 1990, Clément Debailleul et Raphaël Navarro se rencontrent lors d'un festival de cirque. Plus tard, en 2000, ils sont rejoint par Valentine Losseau et fondent ensemble la Compagnie 14:20. De cette collaboration artistique naitra en 2002 un nouveau courant d'illusionnisme, la Magie Nouvelle. Fascinés par l'univers de la magie mais ne se retrouvant pas dans les clichés traditionnels de cet art, notamment celui de la femme coupée en deux, ils décident d'explorer de nouvelles possibilités,.
Ainsi, en 2004, la compagnie signe sa première pièce nommée Solo s. marquant une première direction pour leur mouvement. Plus tard, ils seront rejoint par Étienne Saglio et sa compagnie Monstres ainsi que par Yann Frisch et sa compagne L'Absente,. Les cinq formeront le noyau central du mouvement qui réunit de plus en plus d'artistes,.
En 2016, la cie 14:20 orchestre le cabaret Nous, rêveurs définitifs au théâtre du Rond-Point à Paris. Ce spectacle est une association de la cie 14:20 avec Yann Frisch, Étienne Saglio, Madeleine Cazenave, Camille Saglio et Ingrid Estarque, rejoints par l'humoriste et illusionniste Éric Antoine et sa femme Calista Sinclair. Cette association inattendue marque une nouvel intérêt et les opportunités du mouvement Magie Nouvelle,,,.
Ce mouvement réunit de plus en plus d'artistes, illusionnistes ou non, aux quatre coins du monde,.